# Roszowice (gromada)
Roszowice (planowana lecz nie zimplementowana nazwa: Dzielnica) – dawna gromada, czyli najmniejsza jednostka podziału terytorialnego Polskiej Rzeczypospolitej Ludowej w latach 1954–1972.
Gromady, z gromadzkimi radami narodowymi (GRN) jako organami władzy najniższego stopnia na wsi, funkcjonowały od reformy reorganizującej administrację wiejską przeprowadzonej jesienią 1954 do momentu ich zniesienia z dniem 1 stycznia 1973, tym samym wypierając organizację gminną w latach 1954–1972.
Gromadę Roszowice z siedzibą GRN w Roszowicach utworzono – jako jedną z 8759 gromad na obszarze Polski – w powiecie kozielskim w woj. opolskim, na mocy uchwały nr VII/22/54 WRN w Opolu z dnia 4 października 1954. W skład jednostki weszły obszary dotychczasowych gromad Dzielnica, Nieznaszyn, Przewóz i Roszowice ze zniesionej gminy Cisek oraz przysiółek Podlesie z dotychczasowej gromady Miejsce Odrzańskie ze zniesionej gminy Polska Cerekiew w tymże powiecie. Dla gromady ustalono 22 członków gromadzkiej rady narodowej. Gromada powstała w miejsce planowanej gromady Dzielnica z siedzibą w pobliskiej Dzielnicy (gromada Dzielnica powstała formalnie dopiero w latach 1960.).
Gromadę zniesiono 31 grudnia 1961, a jej obszar włączono do gromady Łany w tymże powiecie.